# Vīrya
Vīrya (devanagari : वीर्य ; Pali : viriya ; tibétain : བརྩོན་འགྲུས།, Wylie : brtson 'grus, THL : tsöndrü) est un mot sanskrit  signifiant « effort », « persévérance », « diligence », « vigueur », « énergie », « héroïsme » ou « enthousiasme ». Dans le bouddhisme, il se réfère à la pratique de cultiver la persévérance qui correspond à une des Perfections (paramita) : l'effort ou persévérance juste.
Dans le bouddhisme, vīrya est une des 5 capacités de contrôle (indriya), une des cinq forces (bala), un des 6 ou 10 paramitas, un des 7 facteurs d'illumination (bodhyanga) et correspond au juste effort du Noble sentier octuple (aṭṭhaṅgiko maggo,aṣṭāṅga mārga). Virya représente l'effort intense et soutenu pour vaincre les états d'esprit négatifs, malavisés, menant à la souffrance (akusala dhamma) tels que la sensualité, l'hostilité ou la malfaisance (voir, par exemple, ahimsa et nekkhamma). Il représente l'effort juste cherchant à atteindre dhyāna. En l'absence d'un effort soutenu dans la pratique de la méditation, le désir se glisse et le méditant se retrouve sous son influence. 
Virya peut également signifier le courage et la force physique. Il a été cultivé par les gardes bouddhistes, notamment les moines de Shaolin. Il signifie la force de caractère et l'effort persistant au service du bien-être des autres, ainsi que la capacité de défendre des attaques les Trois Joyaux (triratna).